# Werner Schröter
Werner Schröter (ur. 28 czerwca 1944 w Mamonowie) – zachodnioniemiecki zapaśnik walczący w stylu klasycznym. Olimpijczyk z Monachium 1972, gdzie zajął ósme miejsce w kategorii 74 kg.
Wicemistrz świata w 1970; szósty w 1969.
Wicemistrz Europy w 1974 roku.
Mistrz RFN w latach 1967–1972, 1974 i 1975 roku.